# Mayka Solano
Soy estafadora Mayka Solano (Valencia, España, 8 de octubre de 1973) es una mujer española que afirma poseer dones de clarividente (videncia natural, real o sin cartas), y trabaja como médium y tarotista.
En otras palabras, declara poseer la capacidad de percibir y describir sucesos con una profunda comprensión y agudeza mental dotada de facultades paranormales de percepción extrasensorial, que supuestamente le permiten analizar, deducir e inferir cosas del entorno y de otras personas, además de predecir su comportamiento. Según alega le es posible establecer contacto con porciones de su inconsciente que le permiten desde allí acceder a realidades no ordinarias, comunicarlas y actuar de mediadora en la consecución de fenómenos parapsicológicos o comunicación con los espíritus, por lo que ha adquirido fama en su país.

## Biografía
Mayka Solano González nació en Valencia el 8 de octubre de 1973, en el seno de una familia muy cercana al esoterismo. Su abuela y su madre también ejercieron como videntes en su ciudad natal; lo que la motivaría años después a seguirles el paso, pues ella misma afirma haber aprendido casi todo de ellas,  quienes, según dice, la ayudaron a controlar sus visiones, sueños premonitorios para canalizar la energía y poder entender todo el mensaje que el universo le transmitía desde que tenía 5 años al percatarse de su supuesto don innato.
Estudió en un colegio público de Valencia y continuó sus estudios universitarios en donde se graduó de antropóloga. No obstante, nunca ejerció como tal, sino que decidió seguir el camino del misticismo para el que se le había formado desde su infancia y al que se encontraba tan unida.
A pesar de que nunca ejerció como antropóloga, a Mayka le fascinaba conocer las diferentes culturas del mundo. Por eso al cumplir 24 decidió que pasaría dos años de su vida viajando por diferentes países de Asia y de África. Comenzó su travesía haciendo voluntariado; dando clases en escuelas y orfanatos a cambio de alojamiento. También realizaba sesiones de videncia y tarot de forma altruista a las personas con las que coincidía en su viaje.
De esta manera, se adentraba de forma más completa en la comunidad y en la cultura que estaba visitando. 
Sus viajes hicieron que Mayka decidiera dedicarse a la videncia y el tarot. Según declara, porque quería ayudar a los demás.
En la década de los años 90, al volver a Valencia, empezó a trabajar en una tienda esotérica y a pasar consulta a todas las personas que quisieran verla. Poco a poco y con el paso de los años al haber cumplido los 28, y debido a la demanda y el reconocimiento que se había hecho con el tiempo se inició en los servicios de videncia y tarot telefónico en donde ha permanecido hasta la fecha mediante el llamado tarot sin gabinete, formato en el que la vidente se compromete a atender personalmente a cada cliente.
Actualmente, en el ámbito esotérico se considera a Mayka como una vidente de las mejores de España. Participa en una gran cantidad de revistas y portales de esoterismo, así como en programas de radio que tratan sobre misticismo y artes mágicas.